# Tibro församling
Tibro församling är en församling i Tibro pastorat i Billings kontrakt i Skara stift. Församlingen ligger i Tibro kommun i Västra Götalands län.

## Administrativ historik
Församlingen har medeltida ursprung under namnet Kyrkefalla församling som 1947 namnändrades till det nuvarande.
Församlingen var tidigt möjligen moderförsamling i pastoratet Kyrkefalla, Mofalla och Brevik för att därefter från omkring 1550 till 1962 vara moderförsamling i pastorat Kyrkefalla/Tibro och Mofalla. Från 1962 till 2002 utgjorde församlingen ett eget pastorat, för att från 2002 vara moderförsamling i pastoratet Tibro och Ransberg.

## Organister
| Period    | Namn                     | Levnadstid | Övrigt    |
| --------- | ------------------------ | ---------- | --------- |
| 1840–1881 | Gustaf Peterson          | 1812–1904  | Organist  |
| 1960–1964 | Anna Elisabeth Andersson | 1920–      | Organist. |

## Kyrkor
- Högåskyrkan
- Kyrkefalla kyrka